# Langelinie
Langelinie (oprindeligt Den Lange Linie) er en havnestrækning på Østerbro i København, der strækker sig ca. 1,8 km. fra Nordre Toldbod til et lille fyrhus for enden af Langeliniekajen.
Da DFDS Oslofærgen flyttede fra Kvæsthusbroen, skulle det lille fyrhus nedrives. Men efter voldsom protest, blev fyret kun flyttet lidt. 
Blandt de markante bygningsværker i området er den engelske Sankt Albans Kirke i nygotisk stil fra 1887, Frihedsmuseet og restaurant Langeliniepavillonen, oprindeligt opført 1902, genopført i 1958 efter Schalburgtage under 2. verdenskrig. Området rummer desuden en række monumenter og mindesmærker, bl.a. Gefionspringvandet (1908), mindesmærket for omkomne danske søfolk (1928) og den mest kendte, Den Lille Havfrue (1913). 

## Langelinieparken og Churchillparken
Parken var oprindelig en del af Kastellets fæstningsværker og strækker sig fra Esplanaden til Langeliniekajens begyndelse. Der blev anlagt en promenade oven på pakhusene ved molen, så der var mulighed for et smukt syn over den dybe havn.
Der var ikke offentlig adgang hertil før en gang i 1800-tallet, hvor der skulle betales bompenge, så byens finere borgere kunne spadsere i ro og fred. Først i 1848 blev der fri adgang for alle. Parken blev omlagt og udvidet i forbindelse med anlægget af Københavns Frihavn i 1894. H.A. Flindt udformede den nye park, der var forbundet med Frederiksstaden via Gefionbroen. Kastellets rekonstruktion i 1998-2000 har dog fjernet meget af Flindts havestruktur, broanlæg m.v.
Parken rummer et væld af mindesmærker, bygninger, lystbådehavn, statuer, legeplads samt forbindelse til Indre By med havnerundfarten. Siden 1966 har området været fredet.

## Langeliniekajen
Da Frihavnen blev anlagt i 1894 etableredes Langeliniekajen, også kendt som Promenaden, som erstatning for den strandpromenade mellem Kastellet og Øresund, der forsvandt som følge af havneanlægget. Den nuværende promenade er bygget langs med Frihavnens østmole og giver således et fint vue over havneløbet. Kajen fungerer i dag som Københavns Havns honnørkaj. Med sin dybde på 10 m. anvendes den i dag som et af anløbsstederne for de mange krydstogtskibe, der kommer til København hvert år. Andre af skibene lægger til i Frihavnen. Området rummer – grundet de mange turister – en del souvenirbutikker, mens Promenadebygningen anvendes til outlet.
Langeliniekajen strækker over ca. 1 km. sig fra Holger Wederkinchs skulptur Isbjørn med unger (1937) til et lille fyrhus ved Oslo-færgens anløbsplads. Foruden Isbjørn findes adskillige mindesmærker: Mindestenen for Hospitalsskibet Jutlandia, der gjorde tjeneste under Koreakrigen i starten af 1950'erne, Mindesmærke for Ludvig Mylius-Erichsen samt deltagerne i Danmark-ekspeditionen (1906-1908) til Nordøst-Grønland, samt en mindesten for polarforskeren Ejnar Mikkelsen. Der findes også et mindesmærke for danske søfolk som forliste under den 1. verdenskrig (1914-1918). Den arkitektoniske udformning er udført af Ivar Bentsen, mens billedhuggerarbejdet er af Sven Rathsack. 
Den anden Galatheaekspedition, Galathea 2 (1950-1952), startede ved Langeliniekajen den 15. oktober 1950. Desuden sluttede Galathea 3 (2006-2007) den 25. april 2007 ved Langeliniekajen med deltagelse af Kronprins Frederik.

## Langelinie Lystbådehavn
Langelinie Lystbådehavn (Langelinie Marina) blev anlagt i 1890'erne i forbindelse med etableringen af Frihavnen (Københavns Frihavn) og anlæggelsen af Langeliniekajen.

## Eksterne henvisnnger
- Wikimedia Commons har flere filer relateret til Langelinie
- Om Langelinie på Alt om København
- Langelinie Pavillonen.

55°41′32.6″N 12°35′55.47″Ø / 55.692389°N 12.5987417°Ø